# Зиннуров, Набиулла Шафигович
Набиулла Шафигович Зиннуров (1922—1956) — младший лейтенант Советской Армии, участник Великой Отечественной войны, Герой Советского Союза (1944).

## Биография
Родился 20 мая 1922 года в деревне Татарское Маматкозино (ныне — Верхнеуслонский район Татарстана). Окончил семь классов школы. В июне 1941 года был призван на службу в Рабоче-крестьянскую Красную Армию.
С февраля 1942 года — на фронтах Великой Отечественной войны. К ноябрю 1943 года младший лейтенант Набиулла Зиннуров был комсоргом стрелкового батальона 615-го стрелкового полка 167-й стрелковой дивизии 38-й армии 1-го Украинского фронта. Отличился во время освобождения Киева.
3-5 ноября 1943 года активно участвовал в боях за Киев, увлекал за собой бойцов в атаки, отразил несколько контратак противника. В бою он получил ранение, но продолжал сражаться.
Указом Президиума Верховного Совета СССР «О присвоении звания Героя Советского Союза генералам, офицерскому, сержантскому и рядовому составу Красной Армии» от 10 января 1944 года за «образцовое выполнение боевых заданий командования на фронте борьбы с немецко-фашистскими захватчиками и проявленные при этом отвагу и геройство» был удостоен высокого звания Героя Советского Союза с вручением ордена Ленина и медали «Золотая Звезда» за номером 1859.
В 1946 году был уволен в запас. Проживал и работал в Ульяновске. В сентябре 1951 года переведён в Казань. Служил в хозяйственном отделе МВД Ттарской АССР. Умер 28 сентября 1955 года. Похоронен на Ново-Татарском кладбище Казани.
Был также награждён орденами Красного Знамени и Отечественной войны 2-й степени, рядом медалей.